# Edeltraud (Schiff)
Das Motorschiff Edeltraud ist ein Schiff der Chiemsee-Schifffahrt, genauer der Chiemsee-Schifffahrt Ludwig Feßler KG, einem privaten Unternehmen mit Sitz in Prien am Chiemsee, das die Fahrgastschifffahrt auf dem Chiemsee betreibt.

## Geschichte
Das von der Hitzler Werft in Regensburg gebaute Motorschiff Edeltraud wurde 1970 in Betrieb genommen. 1998/1999 wurde es von Grund auf renoviert und mit einem zusätzlichen Sonnendeck versehen. Es ist das größte Schiff der Flotte.

## Beschreibung
Das Schiff verfügt über drei Passagierdecks mit drei Salons und einem als „Kajütstüberl“ bezeichneten weiteren Aufenthaltsraum für Passagiere. Vor dem Steuerhaus und hinter dem oberen Salon befindet sich jeweils ein Sonnendeck, das dritte Sonnendeck befindet sich über dem oberen Salon. Dieses ist überdacht.
Das Schiff ist für 950 Passagiere zugelassen. An Bord stehen 574 Sitzplätze zur Verfügung, 310 davon innen.